# Halmstad
Halmstad je přístavní město v jihozápadním Švédsku, ležící v ústí řeky Nissan do průlivu Kattegat. V současnosti zde žije zhruba 70 000 obyvatel. Halmstad je hlavním městem provincie Halland. Město bylo založeno roku 1307. Ve městě se nachází úspěšný fotbalový klub Halmstads BK. Narodil se zde známý zpěvák Per Gessle.

## Dějiny
Na tomto místě se v minulosti odehrálo několik krvavých bitev. Podél pobřeží ve vikinské době a středověk u proti sobě bojovali dva severští králové. V těch dobách byl Halmstad největším městem na západním pobřeží. Statut města mu byl udělen již v roce 1307. Halmstad dlouhou dobu patřil pod dánskou správu. Teprve v roce 1645 se město stalo švédskou provincií.
Kristián IV. – Král Dánska v letech 1588–1648, zanechal na Halmstadu nesmazatelné stopy. Často pobýval v dánském regionu Halland a mj. postavil Halmstadský hrad (Halmstad Slott), bránu Norre Port a dal městu podobu, jakou má dnes, s Torg Stora (Velké náměstí) v centru. Kvůli snaze Dánska bránit hranici proti Švédům se Halmstad změnil z poklidného obchodního města na silnou pohraniční pevnost. Tato přeměna se začala v roce 1590 pod jurisdikcí Hanse van Stenwinkela a Willuma Cornelissena (oba jsou pohřbeni v kostele svatého Nikolase).
V roce 1619 bylo město zničeno požárem, čehož král Kristián IV. využil na přestavbu Halmstadu na moderní renesanční město. Podél Storgatanu, mezi hradem a Norre Portem lze vidět obchodní domy, postavené po požáru.
 
Halmstad ztratil svůj význam jako hraniční pevnost v roce 1645, kdy se stal švédskou provincií. V 18. století ho opustila posádka, hradby byly strženy a vodní příkop zasypán.

## Památky

### Halmstad Slott
Hrad byl postaven jako rezidence pro šlechtu, krále a jeho dvůr při návštěvě Halmstadu. V porovnání s ostatními hrady, které Kristián IV. postavil, je Halmstad poměrně jednoduchý hrad. V roce 1619, kdy byl téměř dokončen, pozval Kristián IV. na hrad Gustava II. Adolfa. Hostina na zámku trvala celých sedm dní. Vzpomínkou na setkání je Astenen Kung (Královský kámen), kamenný reliéf vytvořený Edvinem Öhrströmom z radnice Torg Stora.

## Kultura

### Muzea
Halland Konstmuseum (Halmstadské krajské muzeum) bylo postaveno v roce 1933, stojí u řeky Nissan a Norra Katts parku v centrálním Halmstadu. Nabízí trvalé a dočasné výstavy umění a dějin kultury, stejně jako bohatý program.
Mjellby Konstmuseum (Mjellbyjske muzeum umění) je domovem Halmstadské skupiny, ale organizují se zde i národní a mezinárodní výstavy historických, ale i současných prací. Surrealistická Halmstadská skupina vznikla v roce 1929 a jejích šest členů spolupracuje již více než 50 let.

## Sport

### Halmstads BK
Ve městě působí fotbalový tým Halmstads BK. Založen byl v roce 1914 a hrává švédskou nejvyšší fotbalovou soutěž.

## Známí rodáci
- Per Gessle – švédský skladatel, kytarista a zpěvák, člen skupin Roxette a Gyllene Tider
- Christopher Amott – švédský kytarista
- Michael Amott – britsko-švédský kytarista
- Sofia Arvidsson – švédská profesionální tenistka
- Jonas Altberg (Basshunter) – švédský zpěvák-skladatel, hudební producent a DJ
- Fredrik Ljungberg – švédský fotbal ista
- Gustav Nyquist – švédský hokejista

## Partnerská města
- Olsztyn, Polsko

## Galerie

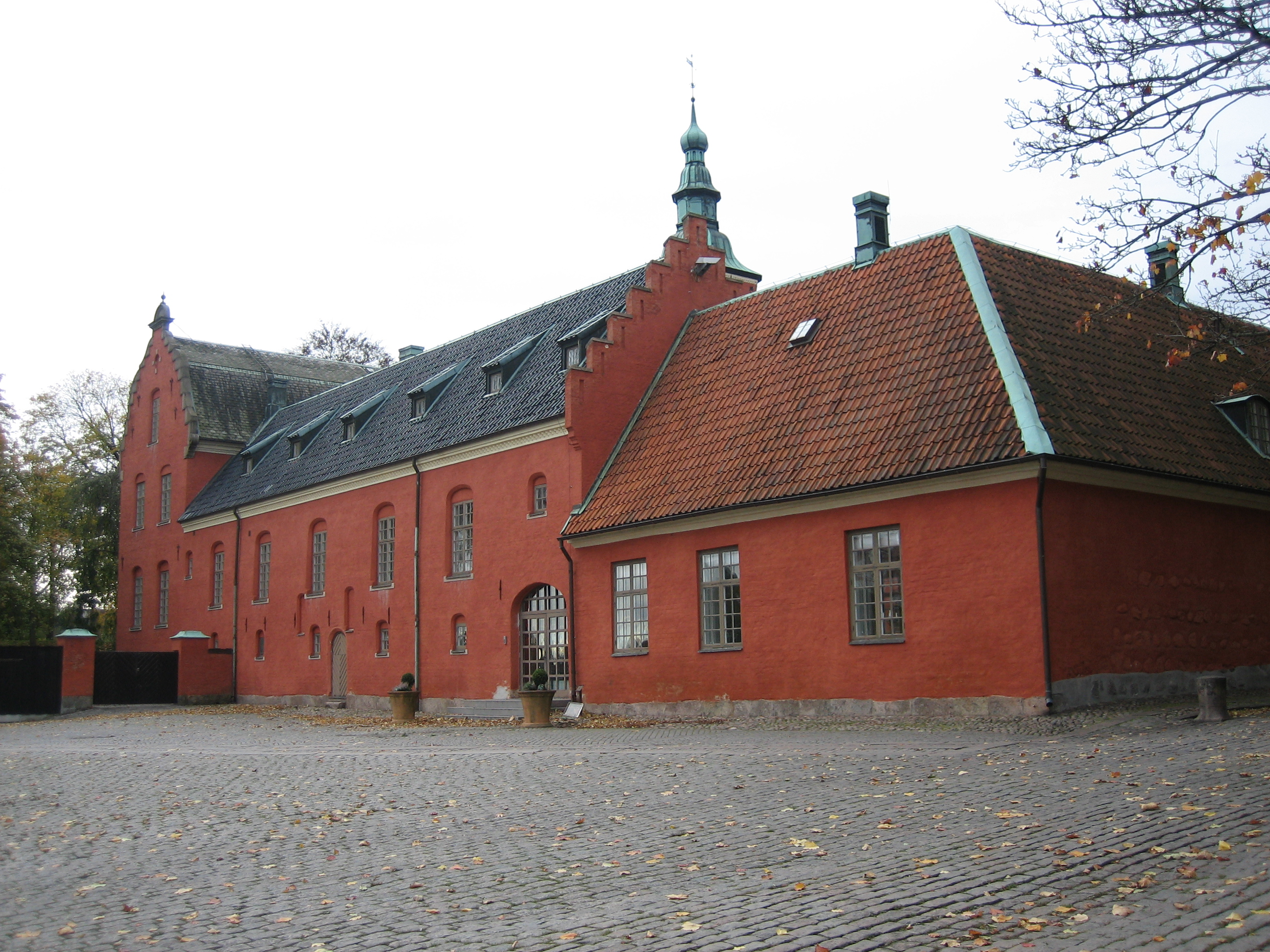
Halmstadský hrad
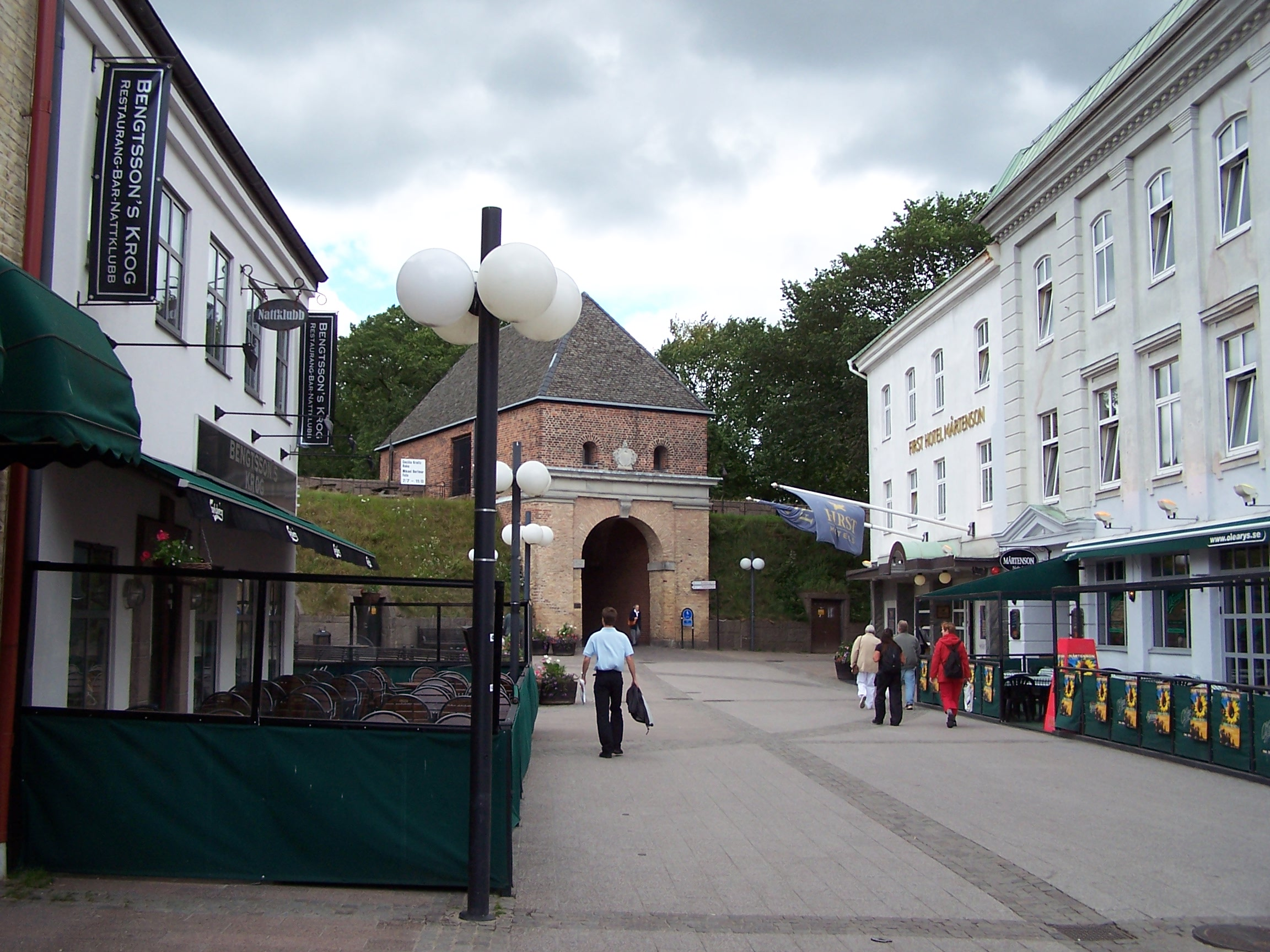
Norre Port - brána do města
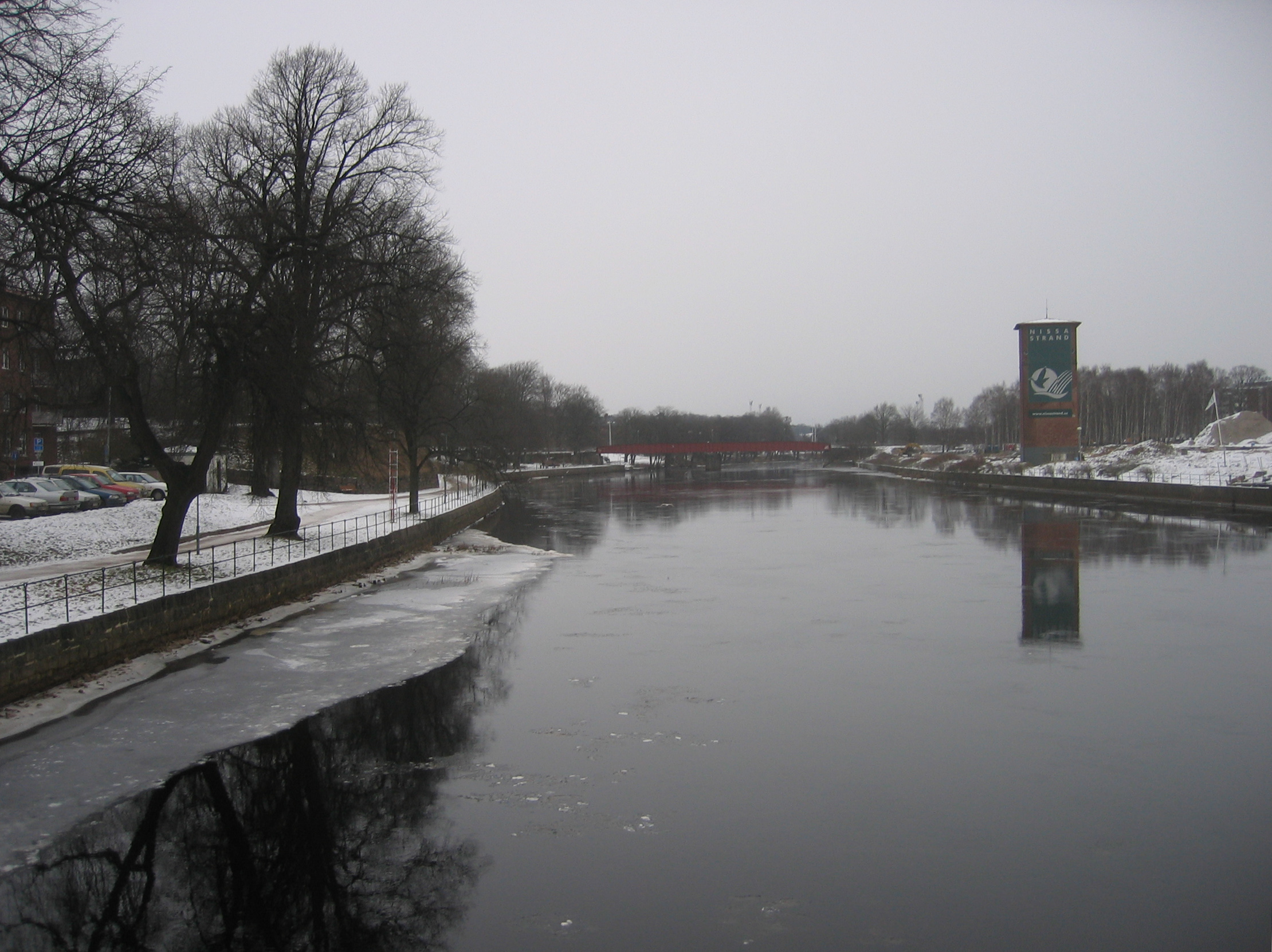
Řeka Nissan
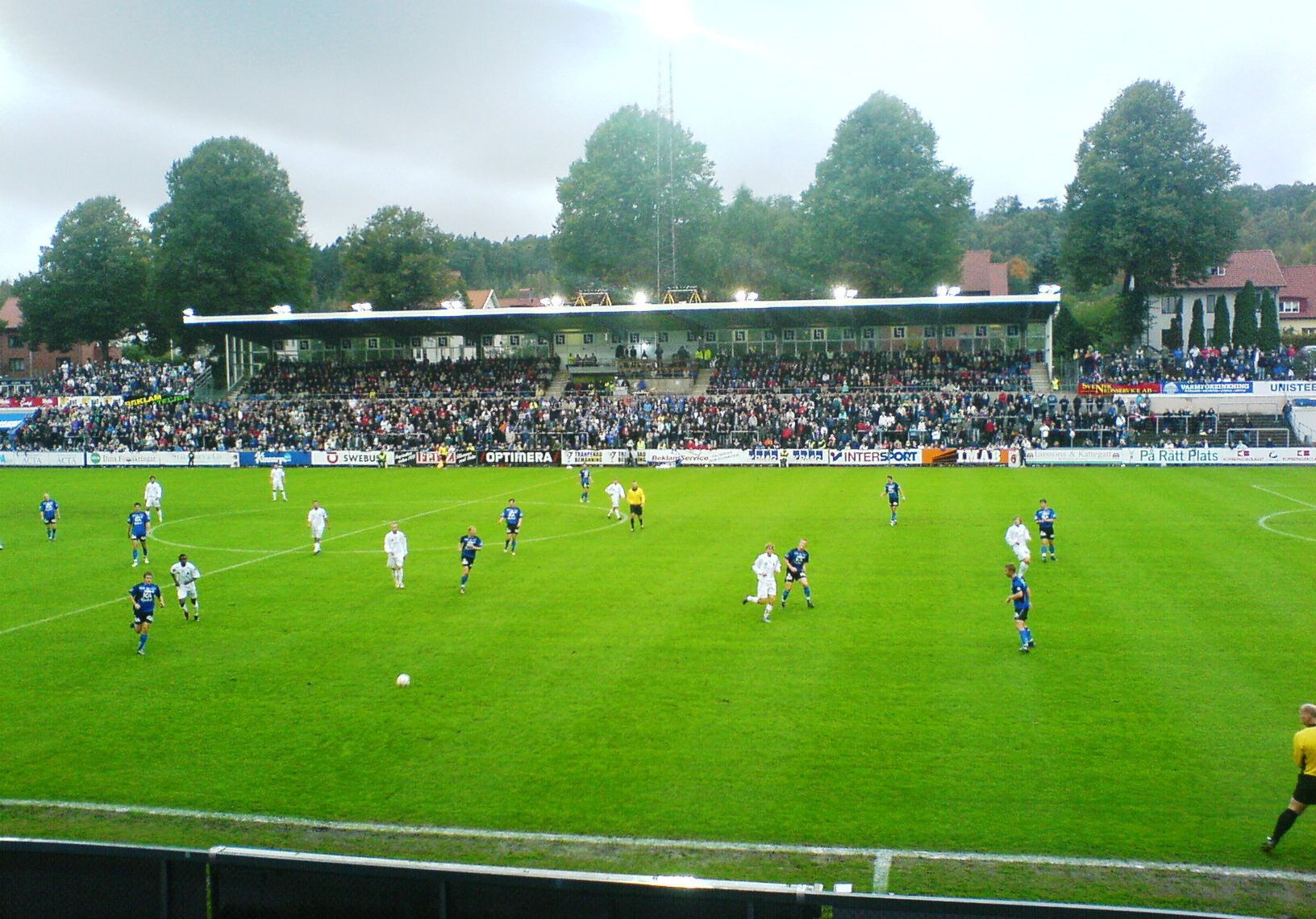
Halmstads BK